# Principado de la Paz
El Principado de la Paz fue un título nobiliario español creado por el rey Carlos IV, en 1795, a favor de Manuel de Godoy y Álvarez de Faria (1767-1851), primer ministro y favorito del monarca. El título se le concedió a él, a sus hijos y descendientes: por tanto, con carácter hereditario.

## Denominación

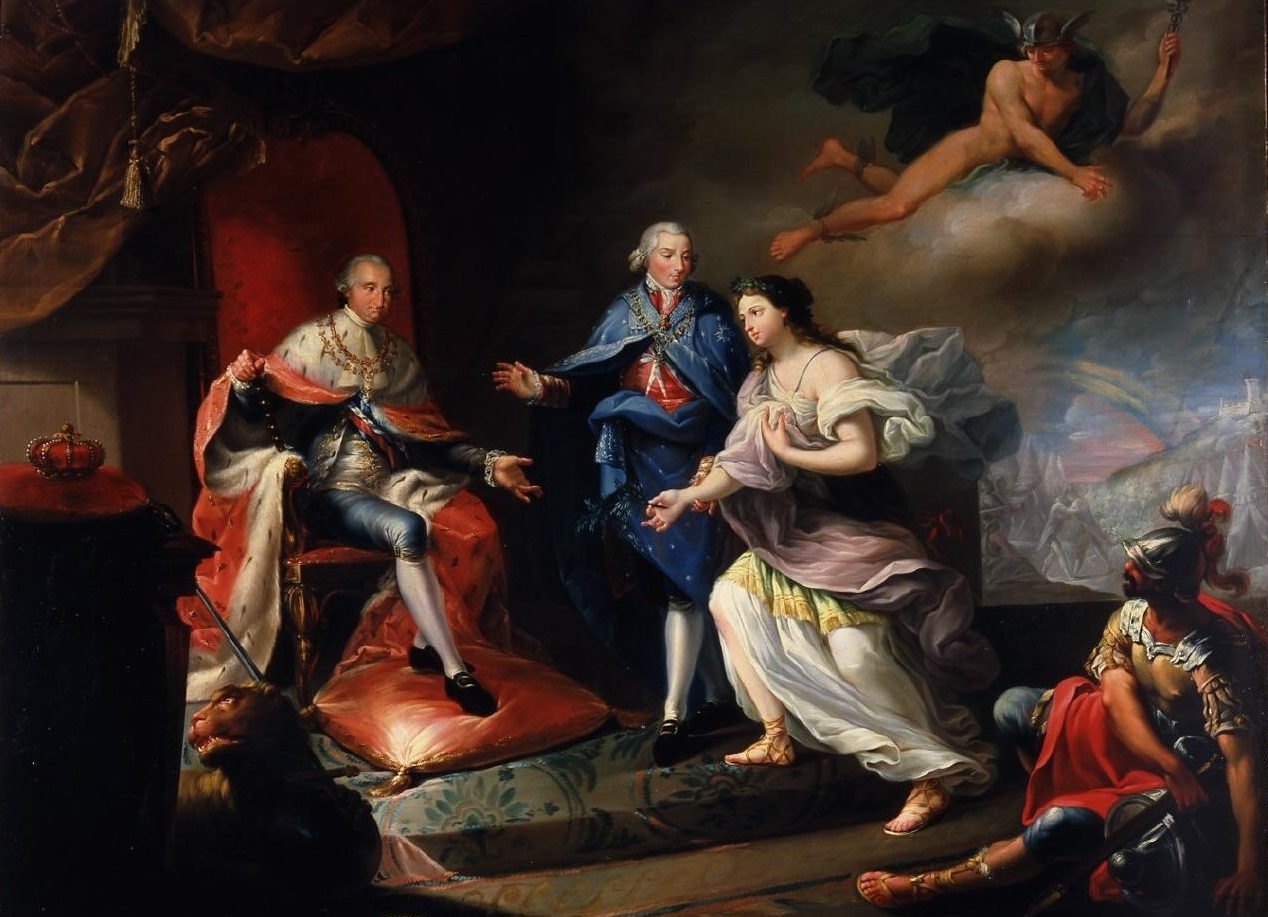
Manuel Godoy presenta la paz al Rey Carlos IV

El título de príncipe de la Paz, con tratamiento de Alteza, se le concedió como recompensa por el éxito del Tratado de paz de Basilea, firmado el 22 de julio de 1795 entre el Reino de España y la joven República Francesa, poniendo fin a la guerra de la Convención (1793-1795).
Además, le fue cedida la propiedad, para él y sus sucesores, del sitio y territorio del Soto de Roma, con la obligación de que tanto él como sus descendientes debían anteponer el título de príncipe de la Paz al de duque de la Alcudia. De igual forma se le concedió el privilegio de poner junto a su escudo de armas el de los Reyes de España.

## Situación jurídica
El título fue suspendido en 1808 por el rey Fernando VII, juntamente con sus demás títulos y la confiscación de sus bienes. Posteriormente, la reina Isabel II, mediante Real Decreto de 31 de mayo de 1847, rehabilitó sus títulos, a excepción del de Príncipe de la Paz por considerarlo ajeno a la tradición española.
Escribe Vicente de Cadenas:

Al tratar el asunto en Consejo de Ministros, se acordó nombrarle Senador, y al escribir el Ministro Pacheco: "Nómbrese Senador a don Manuel Godoy, Príncipe de la Paz", le atajó Benavides, diciendo: "Príncipe, no; es un Título que no debe prevalecer por nuestras leyes y nuestras tradiciones; en España no hay más Príncipe que el de Asturias; aquel dictado fue hijo de un favoritismo que España entera reprueba y suena mal en los oídos de todo buen patriota. Llamémosle sólo Capitán General del Ejército y Duque de la Alcudia." Y así fue como desapareció el Título de Príncipe de la Paz.
Tratado de genealogía, heráldica y derecho nobiliario: segundo curso de la Escuela de Genealogía, Heráldica y Nobiliaria,
Instituto Salazar y Castro, Ediciones Hidalguía, 2001.

## Excepcionalidad de la concesión de Principados
Como regla general, en Derecho nobiliario español el título de príncipe se reserva al Príncipe de Asturias, heredero de la Corona. Como excepciones, nos encontramos con dos principados: el presente Principado de la Paz; y el Principado de Vergara, otorgado con carácter vitalicio (no hereditario) por el rey Amadeo I de Saboya, en su condición de rey de España, el 2 de enero de 1872, a favor del General Baldomero Espartero. En virtud de su carácter vitalicio, el principado de Vergara se extinguió con el fallecimiento de su primer titular.
Históricamente, sí existió el título de Príncipe de Jaén. 
Otras excepciones las encontramos en los Principados otorgados por los reyes de España en su calidad de soberanos de otros territorios europeos: Flandes, Milán, Nápoles, Sicilia, etc. Estos títulos pudieron ser rehabilitados en España, pero con la dignidad de Ducados (si ostentaron Grandeza de España) o Marquesados en los demás casos.

## Príncipes de la Paz
|                                            | Titular                             | Periodo                             |
| Creado en 1795 por el rey Carlos IV        | Creado en 1795 por el rey Carlos IV | Creado en 1795 por el rey Carlos IV |
| ------------------------------------------ | ----------------------------------- | ----------------------------------- |
| I                                          | Manuel de Godoy y Álvarez de Faria  | 1795-1808                           |
| Suspendido en 1808 por el rey Fernando VII |                                     |                                     |

## Otros títulos

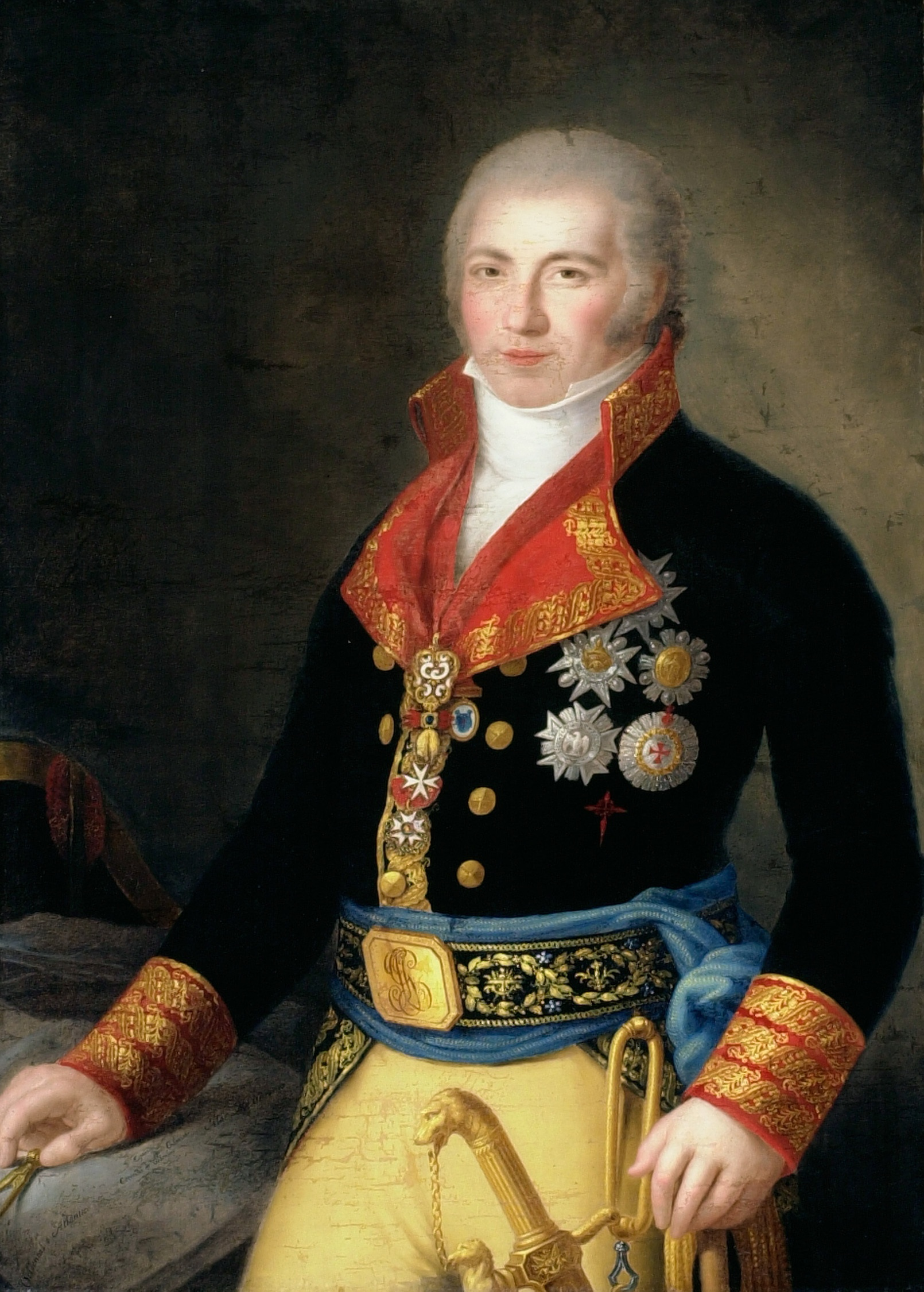
Manuel Godoy y Álvarez de Faria.

Otros títulos que ostentó Manuel Godoy, todos ellos otorgados por el rey Carlos IV, fueron: I marqués de la Alcudia con Grandeza de España de primera clase, luego I duque de la Alcudia con Grandeza de España de primera clase (1792), I duque de Sueca con Grandeza de España de primera clase (1804), y I barón de Mascalbó (1806). Todos ellos, sucedidos a favor de sus descendientes habidos con su primera esposa, María Teresa de Borbón y Vallabriga. Estos tres títulos se encuentran vigentes en la actualidad.
A ellos, debe unirse el título pontificio de príncipe de Bassano, título que obtuvo Manuel Godoy tras adquirir el feudo italiano de Bassano de Sutri, situado entre Roma y Viterbo, durante su largo exilio en Roma.
Se le concedió, así mismo, el Condado portugués de Évoramonte.
Fue por su matrimonio conde consorte de Chinchón.
Parece ser que también fue "Marqués de Álvarez", ya que así lo nombran en diferentes documentos (ver referencias), aunque es un título que nunca han llevado sus sucesores, ni ha intentado rehabilitar nadie, ni consta en el Elenco de Grandezas y Títulos Nobiliarios Españoles ni en el Directorio de la Diputación de la Grandeza. Asimismo fue "Señor de Soto de Roma" y "Vizconde de Andalucía Alta".
A su primera esposa, María Teresa de Borbón y Vallabriga, XV condesa de Chinchón, se le otorgó el título de I condesa de Boadilla del Monte, elevado a Marquesado de Boadilla del Monte en 1853 por la reina Isabel II a favor de la hija de la primera condesa: Carlota Luisa de Godoy y Borbón. Dicho Marquesado se halla vigente en la actualidad, a favor de sus sucesores.
A su segunda esposa, Pepita Tudó, se le otorgaron los títulos de I condesa de Castillo Fiel (vacante tras el fallecimiento en 1989 del último titular) y I vizcondesa de Rocafuerte (caducado).
Su hermano Diego de Godoy y Álvarez Faria recibió de Carlos IV el ducado de Almodóvar del Campo, aunque éste no tuvo descendientes que lo hubieran podido suceder.

## Armas  y árbol
| Leyenda                 |
| ----------------------- |
| Titulares Pretendientes |

|                                                                                     |                                                                                     |                                                                                     |                                                                                     | Manuel de Godoy y Álvarez de Faria, Príncipe de la Paz, I Duque de la Alcudia y de Sueca (1767-1851) |                                                                                     |  |  |                                                                       |                                                                       |                                                                       |                                                                       |                                                                       |                                                                       |  |  |  |  |  |  |  |  |  |  |  |  |  |  |
|                                                                                     |                                                                                     |                                                                                     |                                                                                     | |                                                                                     |  |  |                                                                       |                                                                       |                                                                       |                                                                       |                                                                       |                                                                       |  |  |  |  |  |  |  |  |  |  |  |  |  |  |
|                                                                                     |                                                                                     |                                                                                     |                                                                                     | Carlota Luisa de Godoy y Borbón, II Duquesa de Sueca (1800-1886)                                     |                                                                                     |  |  |                                                                       |                                                                       |                                                                       |                                                                       |                                                                       |                                                                       |  |  |  |  |  |  |  |  |  |  |  |  |  |  |
|                                                                                     |                                                                                     |                                                                                     |                                                                                     | |                                                                                     |  |  |                                                                       |                                                                       |                                                                       |                                                                       |                                                                       |                                                                       |  |  |  |  |  |  |  |  |  |  |  |  |  |  |
|                                                                                     |                                                                                     |                                                                                     |                                                                                     | Adolfo Ruspoli y Godoy, II Duque de la Alcudia (1822-1914)                                           |                                                                                     |  |  |                                                                       |                                                                       |                                                                       |                                                                       |                                                                       |                                                                       |  |  |  |  |  |  |  |  |  |  |  |  |  |  |
|                                                                                     |                                                                                     |                                                                                     |                                                                                     | |                                                                                     |  |  |                                                                       |                                                                       |                                                                       |                                                                       |                                                                       |                                                                       |  |  |  |  |  |  |  |  |  |  |  |  |  |  |
|                                                                                     |                                                                                     |                                                                                     |                                                                                     | Carlos Ruspoli y Álvarez de Toledo, III Duque de Sueca y de la Alcudia (1858-1936)                   |                                                                                     |  |  |                                                                       |                                                                       |                                                                       |                                                                       |                                                                       |                                                                       |  |  |  |  |  |  |  |  |  |  |  |  |  |  |
|                                                                                     |                                                                                     |                                                                                     |                                                                                     | |                                                                                     |  |  |                                                                       |                                                                       |                                                                       |                                                                       |                                                                       |                                                                       |  |  |  |  |  |  |  |  |  |  |  |  |  |  |
|                                                                                     |                                                                                     |                                                                                     |                                                                                     | Carlos Ruspoli y Caro, IV Duque de Sueca y de la Alcudia (1904-1975)                                 |                                                                                     |  |  |                                                                       |                                                                       |                                                                       |                                                                       |                                                                       |                                                                       |  |  |  |  |  |  |  |  |  |  |  |  |  |  |
|                                                                                     |                                                                                     |                                                                                     |                                                                                     | |                                                                                     |  |  |                                                                       |                                                                       |                                                                       |                                                                       |                                                                       |                                                                       |  |  |  |  |  |  |  |  |  |  |  |  |  |  |
|                                                                                     |                                                                                     |                                                                                     |                                                                                     | |                                                                                     |  |  |                                                                       |                                                                       |                                                                       |                                                                       |                                                                       |                                                                       |  |  |  |  |  |  |  |  |  |  |  |  |  |  |
| Carlos Rúspoli y Morenés, V Duque de Sueca y de la Alcudia (1932-2016) Sin sucesión | Carlos Rúspoli y Morenés, V Duque de Sueca y de la Alcudia (1932-2016) Sin sucesión | Carlos Rúspoli y Morenés, V Duque de Sueca y de la Alcudia (1932-2016) Sin sucesión | Carlos Rúspoli y Morenés, V Duque de Sueca y de la Alcudia (1932-2016) Sin sucesión | Carlos Rúspoli y Morenés, V Duque de Sueca y de la Alcudia (1932-2016) Sin sucesión                  | Carlos Rúspoli y Morenés, V Duque de Sueca y de la Alcudia (1932-2016) Sin sucesión |  |  | Luis Ruspoli y Morenés, VII Marqués de Boadilla del Monte (1933-2011) | Luis Ruspoli y Morenés, VII Marqués de Boadilla del Monte (1933-2011) | Luis Ruspoli y Morenés, VII Marqués de Boadilla del Monte (1933-2011) | Luis Ruspoli y Morenés, VII Marqués de Boadilla del Monte (1933-2011) | Luis Ruspoli y Morenés, VII Marqués de Boadilla del Monte (1933-2011) | Luis Ruspoli y Morenés, VII Marqués de Boadilla del Monte (1933-2011) |  |  |  |  |  |  |  |  |  |  |  |  |  |  |
| Carlos Rúspoli y Morenés, V Duque de Sueca y de la Alcudia (1932-2016) Sin sucesión | Carlos Rúspoli y Morenés, V Duque de Sueca y de la Alcudia (1932-2016) Sin sucesión | Carlos Rúspoli y Morenés, V Duque de Sueca y de la Alcudia (1932-2016) Sin sucesión | Carlos Rúspoli y Morenés, V Duque de Sueca y de la Alcudia (1932-2016) Sin sucesión | Carlos Rúspoli y Morenés, V Duque de Sueca y de la Alcudia (1932-2016) Sin sucesión                  | Carlos Rúspoli y Morenés, V Duque de Sueca y de la Alcudia (1932-2016) Sin sucesión |  |  | Luis Ruspoli y Morenés, VII Marqués de Boadilla del Monte (1933-2011) | Luis Ruspoli y Morenés, VII Marqués de Boadilla del Monte (1933-2011) | Luis Ruspoli y Morenés, VII Marqués de Boadilla del Monte (1933-2011) | Luis Ruspoli y Morenés, VII Marqués de Boadilla del Monte (1933-2011) | Luis Ruspoli y Morenés, VII Marqués de Boadilla del Monte (1933-2011) | Luis Ruspoli y Morenés, VII Marqués de Boadilla del Monte (1933-2011) |  |  |  |  |  |  |  |  |  |  |  |  |  |  |
|                                                                                     |                                                                                     |                                                                                     |                                                                                     | |                                                                                     |  |  | Luis Ruspoli y Sanchiz, VI Duque de Sueca y de la Alcudia (1963)      |                                                                       |                                                                       |                                                                       |                                                                       |                                                                       |  |  |  |  |  |  |  |  |  |  |  |  |  |  |